# Still Reigning
Still Reigning — концертный DVD американской трэш-метал-группы Slayer, выпущенный в 2004 году на лейбле American Recordings. Видео было снято в Augusta Civic Center 11 июля 2004 года. За «Still Reigning» проголосовали читатели журнала Revolver, и альбом получил золотой статус в 2005 году.
Финал концерта показывает выступление Slayer во время исполнения песни «Raining Blood», когда на сцене идёт кровавый дождь.

## Концепция
Reign in Blood был выпущен в 1986 году и стал для Slayer первым альбомом, вошедшим в Billboard 200, а также их первым золотым диском. Музыкальные критики похвалили альбом; Kerrang! описал альбом как «самый тяжёлый альбом за всё время», а Стив Хьюи из Allmusic написал, что альбом был «холодным, как лёд, классикой». Положительные оценки критиков привели к европейскому агенту группы Джону Джексону, чтобы предложить, чтобы группа играла Reign in Blood полностью в туре Jagermeister с 2003 по 2004 года, под баннером тура «Still Reigning». Первоначальный барабанщик Дейв Ломбардо, который сделал запись барабанов на альбоме, воссоединился с группой в 2001 году, после отъезда в 1991 году. Это влияло на решение группы играть альбом полностью, поскольку у них были оригинальные участники, и все участники расценивают альбом как звёздный час в их карьере. Группа собиралась войти в студию записи, чтобы сделать запись их следующего альбома Christ Illusion. Однако продюсер группы Рик Рубин настоял, чтобы группа не делала запись из-за проблем между собой и лейблом звукозаписи группы American Recordings. Менеджер группы предложил, чтобы они сделали запись работы одного из показов Jagmiester и выпустили его на DVD.

## Запись
Still Reigning был записан в Augusta Civic Center в штате Мэн 11 июля 2004 года на фестивале Ozzfest. Операторская группа, состоящая из десяти человек, под руководством Диана Карра запечатлела закулисную подготовку, интервью с группой и их поездку в автобусе к месту проведения концерта. Заключительный след DVD, «Raining Blood», достигает высшей точки, когда группа играет песню под дождём из крови. Гитарист Джефф Хэннемен придумал идею крови спустя два года после выпуска альбома Reign in Blood, но группа испытывала недостаток в финансировании, чтобы претворить эту идею в жизнь. Slayer получила положительный приём, выступая в Augusta Civic Center. В заканчивающейся половине списка выступления, группа кратко оставила стадию и возвратилась, чтобы играть альбом 28 минут, Reign in Blood на «бис». На заключительной песне «Raining Blood» огни были выключены, и члены группы были облиты двумя ведрами крови на сцене. Согласно словам Кинга, тишина стояла в течение нескольких секунд, пока они не поняли, что кровь была частью показа. Кинг думал, что Арайа был похож на психотического массового убийцу. После двух больших снижений кровь на сцене смешали с водой, это было похоже, как будто идёт дождь из крови.

## Производство
Кевин Шерли, который работал с Iron Maiden и Dream Theater, стал продюсером этого DVD. 30 сентября 2006 года Шерли сказал, что ему не заплатили за его работу и он получал угрозы и оскорбления от людей, связанных с группой.

## Продажи
Still Reigning дебютировал на седьмой позиции в Billboard DVD, и продажи альбома составили 9 813 экземпляров. Для группы он стал вторым DVD, который получил золотой сертификат 20 июля 2005 года; War At The Warfield получил золотое сертификат годом ранее, его продажи составили более 50 000 экземпляров. По мнению читателей журнала Revolver, это лучший DVD в 2005 году.

## Список композиций
| Reign in Blood концерт 1. «Angel of Death» 2. «Piece by Piece» 3. «Necrophobic» 4. «Altar of Sacrifice» 5. «Jesus Saves» 6. «Criminally Insane» 7. «Reborn» 8. «Epidemic» 9. «Postmortem» 10. «Raining Blood» | Бонусные материалы 1. «War Ensemble» 2. «Hallowed Point» 3. «Necrophiliac» 4. «Mandatory Suicide» 5. «Spill the Blood» 6. «South of Heaven» 7. «Slayer in Their Own Words» (интервью) |